# Bingin
Bingin is een bestuurslaag in het regentschap Musi Rawas van de provincie Zuid-Sumatra, Indonesië. Bingin telt 1280 inwoners (volkstelling 2010).